# オドの力
オドの力（オドのちから、ドイツ語: Lebenskraft Od〈オドの生命力〉、英語: Odic force）とは、ドイツの化学者カール・フォン・ライヘンバッハが存在すると考えた未知のエネルギー。日本では、オド、オドの力、オド・パワーなどと呼ばれる。

## 概要
ドイツのカール・フォン・ライヘンバッハは、宇宙に存在するすべてのもの（特に星々や惑星、水晶、磁石、人間など）から発出している物質が存在すると考え、北欧の神オーディンにちなんで「オドの力」と名づけた。オドの力には重さも長さもないが、計測可能であり、観察可能な物理的効果を及ぼすことができるとした。18世紀ドイツのフランツ・アントン・メスメルが提唱した動物磁気（メスメリズム）のように、磁石などを通して伝導することができ、極性があると考えた。
カール・フォン・ライヘンバッハは1845年に、 電磁界とよく似た特性を示す「オドの力」と呼ばれるフィールドの理論をドイツの一流の学術誌の1つ『薬学及び化学の年報 (Annalen der Chimie und Pharmacie)』で発表した。オドとはもともと様々な結晶構造を持つ物体から発散されているいまだ知られざる自然の力で、ライヘンバッハは、オドは磁極のように互いを引きつける力の特性を有しており、また、磁極もオドと関連する極性を有しているとし、オドが人間の身体に水晶の力に似た極性を生み出すことを発見したと主張した。ライヘンバッハの主張によれば、身体の生命力には磁石のような極性があり、身体の左側が負で右側が正である。さらにライヘンバッハは、オドが「動物」や「植物」からも発散されており、太陽や月などの星々からも発散されていると発表した。
これらは現在では疑似科学であるが、当時は科学であり、科学者やメスメリストの注目を集めて広く影響を与えた。